# Yann Beauvais
Pour les articles homonymes, voir Beauvais.
Yann Beauvais est un cinéaste, un programmateur artistique , un commissaire d’exposition et un critique de cinéma français, né en 1953.

## Biographie
Œuvrant dans le cinéma expérimental depuis le milieu des années 1970, il est l'auteur d'une trentaine de films courts et d'installations,.
Il est également le cofondateur, en 1982, avec Miles McKane, de Light Cone, une association vouée au service de la création, de la diffusion et de la sauvegarde du cinéma expérimental,. Parfaitement bilingue (français-anglais), Beauvais  a établi, depuis les années 1980, un important réseau d'amitiés et de complicités avec les cinéastes expérimentaux américains et internationaux. Des artistes notoires ont déposé leurs films à Light Cone, faisant de cette structure, avec cinq mille films à son catalogue, la plus importante coopérative européenne de diffusion du cinéma expérimental, à égalité avec The Film-Makers' Cooperative de New York, cofondée par Jonas Mekas en 1962 (qui recense cinq mille pièces). Il a su nouer de fructueux dialogues avec les institutions muséales et offrir, ainsi, au cinéma expérimental une plus grande visibilité que par le passé.
Il a été conservateur et programmateur à l'American Center de Paris de 1994 à 1996. Il a également été en 1994 un des fondateurs du festival de films gays et lesbiens - aujourd'hui Chéries-Chéris -, avec Élisabeth Lebovici, Nathalie Magnan et Philip Brooks. Il a fondé en 2011 avec Edson Barrus un espace culturel à Recife, Bcubico.
En tant que critique et commissaire d'exposition, Yann Beauvais s'est intéressé à de nombreux pans de l'histoire du cinéma expérimental, par exemple le found footage (exposition "Monter/sampler", Centre Georges-Pompidou avec Jean-Michel Bouhours en 2000), les rapports entre image et musique (exposition "Musique/film", Cinémathèque française et Centre national d'art et de culture Georges-Pompidou, avec Deke Dusinberre, 1986), l'usage du texte (exposition "Mots : dites, images", Centre national d'art et de culture Georges-Pompidou, avec Jean-Michel Bouhours et Miles McKane, 1988), le cinéma dans l'espace et le cinéma d'exposition, ainsi que le cinéma minoritaire, notamment LGBT et féministe.
À la fin des années 1970, Yann Beauvais a écrit sur le cinéma dans le journal homosexuel Le Gai Pied. En 1991, il initie "Si Film Da", un appel à destination des cinéastes, les exhortant à se mobiliser face à l'épidémie du Sida.
Selon le chercheur Antoine Idier, Yann Beauvais occupe une « position doublement minoritaire », « minoritaire, en premier lieu, en tant que point de vue d’un cinéaste défenseur – voire "apôtre" et "prosélyte" ! – du cinéma expérimental, une pratique artistique en lutte à l’intérieur du cinéma, une pratique qui n’a cessé (et ne cesse) de se défendre contre l’écrasement. » En outre, selon Idier, Yann Beauvais, « défend en effet un point de vue doublement minoritaire : un point de vue gay à l’intérieur du cinéma expérimental. Et c’est la question minoritaire – gay et queer, séropositive, mais aussi féministe et, dans une moindre mesure, raciale et validiste – qui donne tout son sens à sa démarche. »
Il a enseigné à l'École nationale supérieure d'arts de Paris-Cergy. Il a également enseigné l'esthétique et l'histoire du cinéma expérimental au Studio Le Fresnoy, à l'Université Paris 3 - Sorbonne Nouvelle et à l'Université de Floride. Il est régulièrement au Centre national d'art et de culture Georges-Pompidou (qui lui a offert une carte blanche en 2007 et en 2010), au Musée d'art moderne de la ville de Paris ainsi qu'à la Galerie nationale du Jeu de Paume. Ses articles, publiés dans diverses revues et des catalogues d'exposition, ont été rassemblées dans le recueil Poussière d’image, paru en 1998, aux Éditions Paris expérimental, puis dans le recueil Agir le cinéma publié en 2022 aux Presses du réel. Yann Beauvais demeure une figure majeure de la défense et de la réflexion sur le cinéma expérimental, à quatre titres : cinéaste, critique et essayiste, enseignant et cofondateur d’une coopérative indépendante de diffusion.

## Filmographie
- R (1976)
- Homovie (1977)
- Mis en pièces (1978)
- Très rare film (1978)
- Wanderer (1978)
- Temps de mètre (1980)
- Disjet (1982)
- Éliclipse (1982)
- Miles (1983)
- Enjeux (1984)
- Sans titre 84 (1984)
- Journaux (1985)
- RR (1985)
- VO/ID (1986)
- Amoroso (1986)
- Divers-épars (1987)
- 29 10 88 (1988)
- Ligne d'eau (1989)
- Tas de beaux gosses (1989)
- Boys and Girls (1989, codir)
- Spetsai (1989)
- Soft Collisions Dream of a Good Soldier(1991, codir)
- Quatr'un (1991)
- We've Got the Red Blues (1991)
- SID A IDS (1992)
- New York Long Distance (1994)
- Sans titre 96 (1996)
- Still Life (1997)
- Work And Progress (1999, codir)
- Adrift (2002)
- Tu, sempre (2002)
- Cyclist (2004)
- Da galpao da Dona Ana (2004)
- Est absente (2004)
- Shibuya (2004)
- Palestine libre (2005)
- Pain bagna (2005)
- Sans titre Beijing (2006)
- D'un couvre-feu (2006)
- Hezraelah (2006)
- Sans titre Sao Paulo (2006)
- Mars (2007)
- Spin (2008)
- Affection exonérante (2008)
- Desde 1504 já traficavamos pelo rio Paraguaçu con os nativos (2008)
- Warwarism (2009)
- Fin de Partie  (2009)
- WarOnGaza  (2009)
- Kopru-Sogaki (2009)
- entre deux monde  (2010)
- Meeting Paul in Buffalo  (2010)
- Luchando  (2011)
- Tu, sempre # 11  (2012)
- Artificial Poetic  (2013)
- Schismes  (2014)

### Livres
- IN SITUS. Théorie, Spectacle et Cinéma, chez Guy Debord et Raoul Vaneigem, ouvrage collectif, Gruppen Editions, 2013.
- Musique film, en collaboration avec Deke Dusinberre, Cinémathèque Française /Scratch, Paris, 1986.
- Mots : dites, image, en collaboration avec Miles Mc Kane, Centre Georges Pompidou et Scratch, Paris, 1988.
- Poussières d’images, recueil d'articles, collection « sine qua non », éd. Paris Expérimental, Paris, 1998.
- Monter/Sampler, avec J.-M. Bouhours, éd. Scratch & Centre Georges Pompidou, Paris, 2000.
- Agir le cinéma. Écrits sur le cinéma expérimental (1979-2020), édité par Antoine Idier, introduction d'Antoine Idier, postface de Jean-Damien Collin, Dijon, Les Presses du réel, 2022  (ISBN 978-2-37896-269-2).

### Articles
- Yann Beauvais, "ImProVISatioN, l'aCciDeNt MaîTRisé.", Hypalampuses Hemeras, GRUPPEN Editions, 2016.
- Yann Beauvais, « Ladislav Galeta et la question de la symétrie », Sole Medere Pede Ede Perede Melos, GRUPPEN Editions, 2015.
- Yann Beauvais, « Ryan Trecartin - Internet comme mode de vie », revue Gruppen no 9, GRUPPEN Editions, 2014.
- Yann Beauvais, « Daniel Eisenberg : du fragment et de la persistance », revue Gruppen no 8, GRUPPEN Editions, 2014.
- Yann Beauvais, « Jozef Robakowski, un artiste polyvalent », revue Gruppen no 7, GRUPPEN Editions, 2013.
- Yann Beauvais, « Montrer ce qu'on ne voit pas : Su Friedrich et le cinéma », revue Gruppen no 6, GRUPPEN Editions, 2013.
- Yann Beauvais, « Un alchimiste américain : Harry Smith », revue Gruppen no 5, GRUPPEN Editions, 2012.
- Yann Beauvais, « "It's all the same, you're queer anyhow!" Les films de Mark Morrisroe », revue GRUPPEN, no 4, Gruppen Editions, 2012.